# Satire (Giovenale)
Le Satire di Giovenale (titolo originale: Saturae) costituiscono l'unica produzione letteraria giunta ai nostri giorni del poeta latino vissuto fra l'anno 50 e il 140 d.C. Complessivamente 3873 esametri, suddivisi in sedici satire, pubblicate in cinque libri secondo un ordine forse indicato dall'autore stesso: 
- I: 1-5;
- II: 6;
- III: 7-9;
- IV: 10-12;
- V: 13-16.

Dell'ultima satira ci rimangono solo i sessanta esametri iniziali. Questa lacuna, presente in tutti i codici, si deve probabilmente alla perdita di una pagina dell'archetipo, secondo Ettore Paratore.
Le Satire di Giovenale sono l'ultima espressione del genere definito da Quintiliano come romano per eccellenza (satura tota nostra est, Quint. Inst. orat., X, 1, 93), il che tra l'altro doveva convenire benissimo a Giovenale, odiatore dei Graeculi e della loro letteratura e filosofia.
(Sat. I, 1, 17-18)

## Indignazione come valore poetico
Giovenale ammette fin dall'inizio che quel che lo spinge a scrivere è l'indignazione verso il degrado della società in cui si trova a vivere (I, 79-80); probabilmente la morte di Domiziano nel 96 lo avrà spinto ad uscire allo scoperto, e anche l'amicizia con Marziale, che gli dedicò diversi epigrammi, dovette spingerlo all'emulazione. L'indignazione gli permette anche di superare i modelli diatribici e retorici (il tipo della suasoria è ironicamente quanto programmaticamente citato nella satira I) su cui sono  tecnicamente costruite molte delle sue satire, specialmente negli ultimi libri. Intorno al 100  Giovenale pubblica la prima raccolta di satire, in età relativamente avanzata se, come sembra ragionevole, era più anziano o coetaneo di Marziale. È il suo momento di sbottare: Semper ego auditor tantum? Dovrò sempre stare solo a sentire? (Sat. I,1).  
I bersagli della satira di Giovenale sono numerosi, provenienti da ogni ceto e da ogni sesso; tutta la società romana del suo tempo è bollata con parole di fuoco. Così i rampolli debosciati dell'aristocrazia, privati del potere sono dediti a tutti i vizi importati dall'oriente quasi a tenerli in soggezione. Allo stesso modo la plebe si mantiene imbelle pascendola e offrendole spettacoli gladiatori e corse (la celeberrima espressione panem et circenses è proprio di Giovenale). Le donne, che sono ormai emancipate e aspirano ad altri ruoli piuttosto che alla filatura della lana nella domus del marito o del padre, sono viste come in preda ad una vertigine di ninfomania, che culmina nel celebre ritratto di Messalina/Licisca nella sesta satira. Gli Orientali sono l'estremo della degradazione umana, siano essi Graeculi che sussurrano nelle orecchie dei loro protettori, togliendo spazi ai buoni romani di stirpe rustica (come l'autore) che così sono ridotti alla vita miserabile del cliens, o Egiziani descritti come poco più che bestie, dedite al cannibalismo. Insomma, l'indignazione di Giovenale, vera linfa della sua creazione poetica, è a ben guardare un sentimento profondamente anacronistico. La società dei suoi tempi infatti vede l'abbassamento dell'antica aristocrazia dominante e l'insorgere delle nuove classi mercatorie, lo spostamento della fruizione culturale dall'élite senatoria a un pubblico più ampio, nuove convenzioni sociali e di costume che permettono un miglioramento nella condizione femminile (sempre parlando di donne libere) al prezzo della rinuncia alle prische virtù. Di tutto questo Giovenale non si avvede, o sceglie di non avvedersene.
Ben pochi si salvano nell'oscuro universo tratteggiato nelle satire; un Amico che decide di abbandonare la pericolosa e corrotta Roma (III), un ritratto vivido e umoristico di un povero gigolo, Nevolo, dedito a sollazzare nobili invertiti e le loro vogliose matrone, che si lamenta del suo destino e anela a un'impossibile "redenzione" (IX): in pochi squarci lirici delle satire vediamo una rappresentazione idealizzata ma commossa della vita nei municipia, nelle antiche e un po' dimenticate città italiche come Aquino, sua patria. In una cittadina assistiamo a una rappresentazione teatrale, col pubblico che assiste rapito, ben diverso dallo smaliziato e schizzinoso pubblico dell'Urbe, e con i maggiorenti confusi e indistinguibili tra la folla (III). Ancora in questo "filone" dell'arte di Giovenale assistiamo nella satira XI all'evocazione di un banchetto che intende offrire a un amico (il topos è ovviamente quello messo alla berlina nel celebre epigramma di Catullo), in cui si descrive la mensa del poeta, non misera, non inutilmente fastosa, carica di pietanze non ricercate, ma sane e di buon sapore, servite da schiavi ben vestiti, perché non soffrano il freddo, che serviranno come meglio possono, ma capiscono il latino. 
Ma è nelle pagine sulfuree, più cariche di bile non smaltita, che l'arte di Giovenale colpisce il lettore, come nelle pagine compiaciute in cui descrive le notti brave delle matrone romane che hanno gettato al vento ogni ritegno, o quando descrive l'adunata dei consiglieri imperiali che si affretta per discutere del miglior modo di cuocere un rombo donato a Domiziano. Si può facilmente ironizzare [manca una spiegazione ]sulle ragioni che spinsero Giovenale a descrivere così violentemente la sua epoca, ma non si può non restare colpiti dalla potenza delle sue immagini fosche e lutulente.

## Datazione
La composizione o la pubblicazione è da collocarsi grazie a poche ma sicure indicazioni cronologiche interne fra il 100 e poco dopo il 127 d.C. Infatti nella Prima satira (che però non tutti gli studiosi ritengono la prima in ordine cronologico) si trova un accenno al processo contro Marco Prisco, proconsole d'Africa ed emulo di Verre, mosso da Plinio il Giovane nel 100, mentre un'allusione al consolato di Lucio Emilio Iunco (cos. 127) compare nella quindicesima satira, la penultima: 
(Sat. XV, 5, 27-28)
In base a questo accenno è lecito ritenere che la pubblicazione sia di poco posteriore al 127.
Nella stessa satira Giovenale riferisce di una conoscenza diretta dell'Egitto, che è tra i pochi tratti biografici sicuri, ma che probabilmente ha dato origine alla diceria riferita in un breve biografia, probabilmente del IV sec. riportata dal codice Pithoeanus in base alla quale Giovenale sarebbe stato inviato in Egitto in esilio da un potente personaggio offeso da una sua satira, per morirvi poco dopo di crepacuore.

## Contenuti delle Satire
- Satira I: Introduzione col poeta che si chiede quanto dovrà sopportare che cattivi poeti e letterati occupino la ribalta, assieme a tutti gli altri corrotti.  “ La rettitudine è lodata, tuttavia soffre il freddo”. Si hanno ville e parchi grazie ai crimini. Subito Giovenale dichiara la sua ira: questi misfatti non dovrebbe trattarli? Dovrebbe forse trattare di miti? “Si natura negat, facit indignatio versus”. Il denaro, che porta morte, è venerato come un Dio, anche se non ha ancora un tempio. Anzi, è il dio più potente. I posteri non potranno far peggio; il vizio ha raggiunto il limite. Il tempo presente offre materiale in abbondanza, soprattutto se paragonato al mos maiorum dei tempi passati, sempre contro quadro nelle sue satire. Il poeta decide di descrivere quel che vede, anche se conviene alla fine con un interlocutore che è più sicuro parlare dei morti.
- Satira II: Contro la diffusione dei rapporti omosessuali, identificati dal poeta con l'effeminatezza e il vizio. La satira si apre con la descrizione dei viziosi dalla "doppia vita" che ostentano virtù; poi passa a descrivere coloro che mascherano i loro vizi sotto il mantello della filosofia (greca, quindi poco gradita a Giovenale). Persino una cortigiana, Larronia, li giudica severamente; almeno lei non nasconde i propri vizi, e le prostitute, con poche eccezioni, non hanno rapporti sessuali fra donne; mentre i pervertiti si vestono effeminatamente in pubblico; c'è chi difende cause in vesti trasparenti, chi sposa un suonatore di corno; ma peggio ancora che partecipare ai misteri della Bona Dea, vestito e truccato da donna, è quel che ha osato fare un Gracco, quando è sceso come gladiatore nell'arena.
- Satira III: Un amico del Poeta, di nome Umbricio, lascia Roma per stabilirsi in Campania. Alla corrotta, persino pericolosa vita nell'Urbe preferisce la modesta ma sana e virtuosa vita nei piccoli municipi italici. ("Non possum ferre, Quirites, Graecam urbem";   "Non posso sopportare, Quiriti, una città ellenizzata").
- Satira IV: Uno dei bersagli preferiti di Giovenale, Crispino, un liberto arricchito, ha speso una somma enorme per una triglia che mangerà da solo. Su questo spunto si innesta la narrazione di una seduta dei consiglieri dell'Imperatore Domiziano (adombrato nella perifrasi il Nerone calvo) convocati in gran fretta per decidere della cottura di un rombo di enormi dimensioni che un pescatore  aveva appena recato in dono. La scena termina coi consiglieri che, sempre in bilico sul baratro della disapprovazione, gareggiano in piaggerie.
- Satira V: un altro dialogo con un cliente che, una volta tanto, invece di dover fare la fila per la sportula è stato invitato a cena dal suo patrono; ma anche così, quale differenza fra il cibo che gli viene servito e quello del padrone di casa e degli ospiti di riguardo! Al poveretto non è nemmeno permesso dare opinioni sul servizio; i raffinati schiavi che servono il padrone lo guardano di traverso, mentre a lui è destinato un magro africano. Se solo un dio gli donasse la rendita di un cavaliere, tutto cambierebbe! Ma in realtà il patrono si comporta così, insinua Giovenale, solo per godersi lo spettacolo delle sofferenze del cliente.
- Satira VI: Contiene la celeberrima critica alle matrone romane e rappresenta la misoginia antica. Per correggere la pazzia del suo amico Postumo che vorrebbe sposarsi, nonostante Roma offra innumerevoli modi di suicidarsi, Giovenale descrive a quali abissi di corruzione le donne siano ormai giunte, sedotte dagli esempi della malsana letteratura greca e dal desiderio di apparire sofisticate; del resto come si può restare pudiche quando ai tempi di Claudio, la corruzione imbrattava lo stesso letto imperiale? Ma la disapprovazione si estende a tutte le donne che non rispettino il modello ideale della matrona dei tempi della repubblica, quindi anche alle donne troppo colte o desiderose di avere un ruolo nella società.
- Satira VII: La decadenza delle arti e della letteratura è legata alla crisi dei costumi: Chi vuol declamare deve affittarsi le sedie per gli spettatori, Stazio deve vendere un suo poema inedito ad un mimo, perché non c'è più un Mecenate. Inutile anche cercare la gloria come storico, avvocato, maestro di declamazione; la sola speranza ormai è nell'intervento dell'Imperatore. (Adriano?)
- Satira VIII: La nobiltà che risiede solo nella illustre progenie, e non ha da esibire che alberi genealogici o statue di antichi consoli non ha alcun valore; Cetego e Catilina con le loro azioni indegne hanno trascinato la loro famiglia nel fango, e un homo novus senza antenati ha guadagnato gloria imperitura opponendo alla loro corruzione le virtù italiche.
- Satira IX: Incontriamo un bizzarro personaggio, Nevolo, un prostituto che si guadagna da vivere soddisfacendo gli appetiti dei ricchi e all'occasione delle loro mogli. Si lamenta comicamente della propria condizione soggetta agli sbalzi d'umore dei suoi "patroni", e vagheggia un improbabile mutamento di fortuna.
- Satira X: Se quello che chiediamo agli Dèi non ci giova perché continuiamo a chiederlo? Ricchezza e potere sono causa di rovina, come per Seiano, delle cui statue fuse sono stati fatti pitali. La fama di oratore è stata esiziale a Demostene e Cicerone; se questo avesse solo pubblicato i suoi ridicoli versi sarebbe morto di vecchiaia, ma la sua seconda filippica lo ha perduto. Una lunga vita? guarda Nestore e Priamo, vissuti per vedere la rovina della  patria o della famiglia. La bellezza che le madri implorano per i figli fu fatale a Lucrezia, a Ippolito, a tanti altri. Solo desiderio lecito è mens sana in corpore sano. Siamo noi a fare dea la Fortuna e l'innalziamo in cielo.
- Satira XI: Il poeta invita l'amico Persico ad una cena in una sua casa in campagna; non si aspetti cibi lussuosi o sfarzo rovinoso, come presso tanti benestanti di Roma, alcuni dei quali si sono ridotti alla miseria, ma piuttosto piatti del popolo come uova, asparagi, un capretto e della frutta. È una condanna ai banchetti dei ricchi attraverso l'elogio di un'accoglienza basata sulla sobrietà con cibi sani e freschi. Gli schiavi non soffrono il freddo e le percosse, sono rozzi ma hanno un aspetto onesto, differente da quello dei figli dei patrizi. Niente danzatrici seminude, ma letture da Omero e Virgilio, e piacevoli conversari su chi sia il miglior poeta... poi, ci si dimentichi delle preoccupazioni, delle complicazioni familiari e dei giochi in corso a Roma, ci si dedichi ad un bel bagno di sole e un salto alle rustiche terme, piaceri da godere con moderazione.
- Satira XII: Il poeta sta per celebrare con un sacrificio la salvezza insperata di un amico naufragato; non certo perché spera di ereditare da lui (ha già tre figli) ma per amicizia. Nessuno ormai conosce questo puro sentimento, tutto si fa per interesse; se c'è una ricca eredità in ballo qualcuno potrebbe arrivare a sacrificare sua figlia, come Ifigenia...
- Satira XIII: Un amico ha subito una truffa per diecimila sesterzi, Giovenale tenta di consolarlo con una serie di consolidati luoghi comuni; non sa forse che dare denaro al prossimo è pericoloso? guarda nei tribunali, quante cause di questo tenore; e se anche si vince, raramente si recupera il denaro. Per fortuna i sesterzi non erano duecentomila! Chi ruba non crede più agli Dèi, o si convince che non si interessino a lui, ma aspetta che gli capiti un malanno, ecco che lo assale la paura della punizione. il rimorso, non la vendetta, è la prova che gli Dèi non sono ciechi e sordi.
- Satira XIV: Si prende di mira, in una girandola di esempi, la cattiva educazione che i figli ricevono dai genitori tramite l'esempio; perché meravigliarsi se un figlio sperpera il resto del patrimonio che il padre ha quasi dilapidato costruendo ville? La figlia di un'adultera impara l'arte nella stessa casa materna. Sola l'avarizia non si insegna, i giovani non vi prestano orecchio, solo da anziani possono diventarlo.. Però impareranno la disonestà perfettamente e il padre che l'ha inculcata ne farà presto le spese; il padre si premunisca contro il veleno...
- Satira XV: Quando il poeta si trovava in Egitto ha assistito ad un terribile conflitto tra due città del Delta in cui uno degli sconfitti è stato sbranato e divorato; gli uomini dovrebbero sentirsi tutti fratelli, ora invece sono peggio dei serpenti: perché c'è chi non crede a Polifemo e ai Lestrigoni?
- Satira XVI: Si tratta solo di un frammento di sessanta esametri in cui il poeta elenca ad un amico, secondo il consolidato schema, i vantaggi della vita militare; il soldato è giudicato nella sua coorte e chi vuole testimoniare contro deve aver coraggio a sfilare davanti a tutti quei soldati...

## La fortuna delleSatire
Giovenale non è mai menzionato (con l'eccezione di Marziale) da scrittori contemporanei, o del II e III secolo. La prima menzione come autore è in Ammiano Marcellino, XXVIII,4, 14, attorno al 380. Gli scrittori cristiani trovarono congeniale la sua forte carica moralistica, e il quadro fosco della Roma pagana. In generale, dal Medioevo in poi, tutti gli scrittori di satire vi si ispirano (Dante Alighieri lo pone nel limbo delle anime illustri Purg. XXII, 13-15), anche se esplicitamente affermano di avere il più "nobile" Quinto Orazio Flacco come modello. Anche i polemisti in generale, fino dal grande modello di Candide di Voltaire trovano nella verve di Giovenale modelli sempre attuali. Giovenale è, anche, una miniera di citazioni; ad esempio  panem et circenses, quis custodiet ipsos custodes? o ancora mens sana in corpore sano sono opera sua.